# Vinnie Paul
Vincent Paul Abbott, detto Vinnie, noto semplicemente come Vinnie Paul (Dallas, 11 marzo 1964 – Las Vegas, 22 giugno 2018), è stato un batterista statunitense.
Assieme al fratello "Dimebag" Darrell ha fondato i Pantera, gruppo heavy metal di grande successo agli inizi degli anni novanta, e ha successivamente militato anche in gruppi come i Damageplan e i Rebel Meets Rebel.
È stato anche il fondatore e presidente dell'etichetta discografica Big Vin Records.

## Biografia

### Pantera
Figlio del produttore discografico e compositore country Jerry Abbott, Vincent fonda nel 1981, assieme al chitarrista nonché fratello minore Diamond Darrell (Darrell Lance Abbott, che più in là verrà soprannominato Dimebag), Rex Brown (basso) e Terry Glaze (voce), i Pantera che, nel 1983, debuttano con l'album Metal Magic. I Pantera degli esordi sono molto distanti da quelli che diventeranno dagli anni novanta in poi; il genere suonato è un glam metal con evidenti influenze di Kiss, Van Halen e Judas Priest. Su questo stile vengono prodotti altri lavori come Projects in the Jungle (1984) e I Am the Night (1985). Con l'ingresso di Phil Anselmo, al posto di Glaze, viene realizzato Power Metal (1988), in cui i Pantera adottano un sound notevolmente velocizzato e irrobustito.
Con il quinto album, Cowboys from Hell (1990), i Pantera abbandonano il look dei capelli cotonati e il sound glam degli esordi in favore di un heavy metal dallo stile molto personale ed aggressivo, ottenendo un grande successo. Il grande talento di Paul si può apprezzare a pieno in brani come Primal Concrete Sledge, Psycho Holiday, Domination e The Art Of Shredding. L'album successivo Vulgar Display of Power (1992), bissa il successo della band ed è tutt'oggi considerato da molti il migliore del quartetto. Nel 1994 esce Far Beyond Driven dove, nel singolo Becoming, Vinnie Paul esegue un intricato groove con la doppia cassa considerato, ancora oggi, tra i più complicati e caratteristici nella musica metal. Dopo il successo dell'album più estremo che la band abbia mai pubblicato, The Great Southern Trendkill (1996), i Pantera pubblicano l'anno successivo il live Official Live: 101 Proof. Reinventing the Steel (2000) che non riesce ad ottenere il successo degli album precedenti e, dopo tanti diverbi interni con il cantante Phil Anselmo, i Pantera si sciolgono nel 2003.

### Damageplan
Vinnie Paul e Dimebag Darrell fondano i Damageplan con Patrick Lachman, ex chitarrista di Rob Halford (qui in veste di cantante), ed il bassista Bob Zilla. La band pubblica l'album New Found Power, unico lavoro della formazione, a causa della morte di Darrell, ucciso a colpi di pistola da uno schizofrenico fan dei Pantera durante un concerto l'8 dicembre 2004 a Columbus, Ohio. A circa un anno e mezzo dalla scomparsa del fratello, Vinnie riprende l'attività musicale, fondando, nel febbraio 2006, una sua etichetta discografica, la Big Vin Records e diventa endorser per i marchi Ddrum (batteria), Sabian (piatti) e Vic Firth (bacchette).

### Altre attività
I fratelli Abbott suonano nella band di David Allan Coe per il progetto Rebel Meets Rebel, dal quale scaturisce un disco, l'omonimo Rebel Meets Rebel, pubblicato nel 2006 dopo la morte di Dimebag. In seguito Paul ha formato una band chiamata Hellyeah, assieme al cantante Chad Gray (Mudvayne), ai chitarristi Greg Tribbett (Mudvayne) e Tom Maxwell (Nothingface) e al bassista Jerry Montano (Danzig, Nothingface). Nell'aprile del 2007 è uscito il primo album della band, intitolato semplicemente Hellyeah, preceduto dal singolo You Wouldn't Know. L'album ha ottenuto un discreto successo, debuttando, inoltre, alla posizione numero 9 di Billboard 200. Altri album con la medesima band sono Stampede (2010), Band of Brothers (2012), Blood for Blood (2014) e Undeniable (2016).
Nel 2011 Paul ha inoltre suonato la canzone Mouth For War insieme agli Avenged Sevenfold al Revolver Golden Gods.

### Morte
L'artista è morto in seguito a un attacco cardiaco avvenuto nel sonno il 22 giugno 2018.

## Influenze
Le sue maggiori influenze musicali erano Peter Criss, John Bonham, Alex Van Halen, Bill Ward e Tommy Aldridge. Il suo stile con la doppia cassa era molto creativo e variegato e raramente ne faceva un uso veloce di esecuzione. Vinnie Paul è stato uno dei più grandi musicisti della scena metal moderna, tanto da essere apprezzato da artisti come The Rev, Mike Portnoy, Charlie Benante, Nick Menza, Carmine Appice, Lars Ulrich, Gene Hoglan e Dave Lombardo.

## Batteria

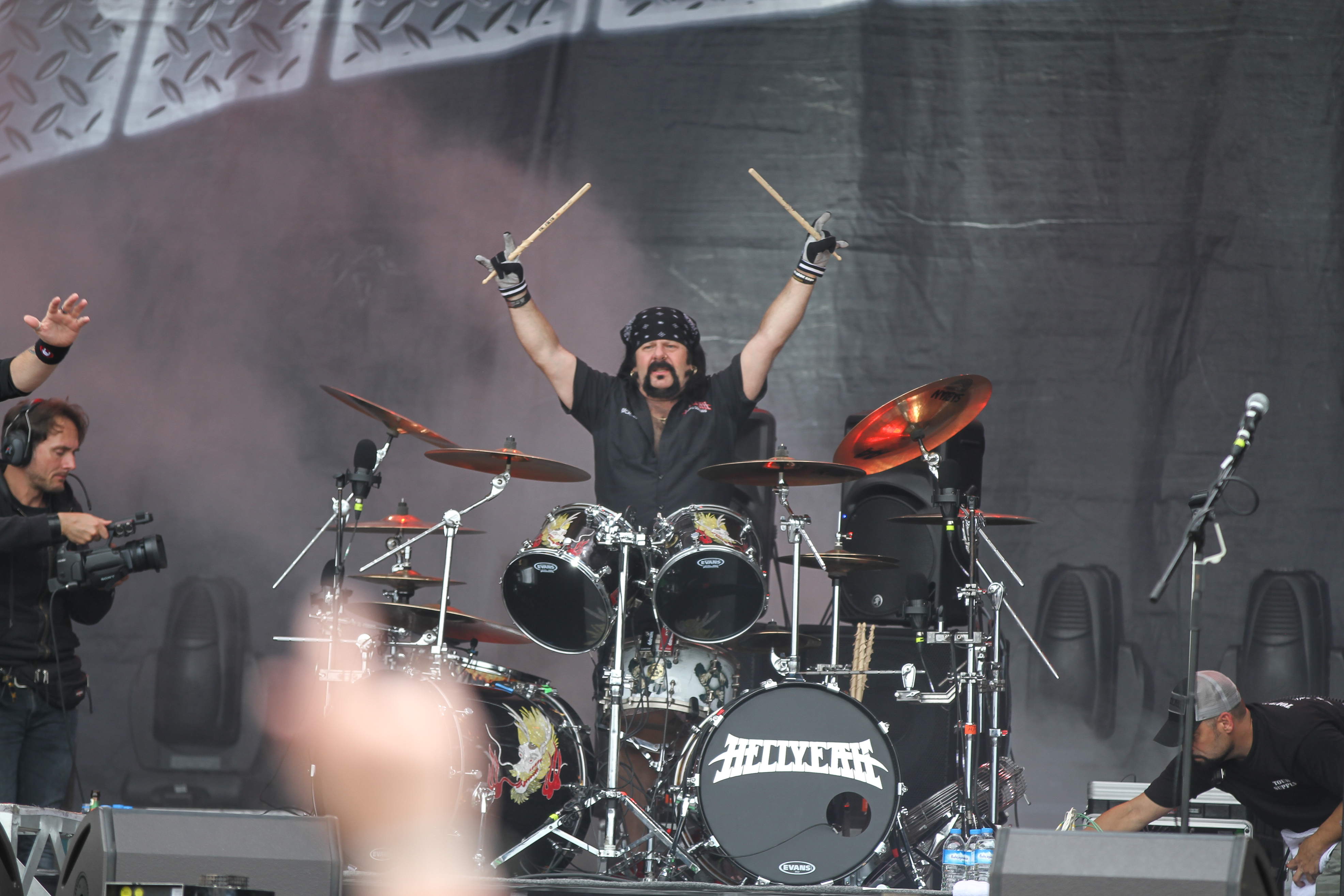
Vinnie Paul con gli Hellyeah nel 2013

Dal 1990 al 1992, per registrare Cowboys from Hell e nel tour successivo, Vinnie ha usato una Tama Artstar Custom a doppia cassa. Per Vulgar Display of Power e Far Beyond Driven ha invece firmato per la Remo fino alle registrazioni di The Great Southern Trendkill, passando quindi alla Pearl Drums. È stato endorser della Pearl fino al 2008, quando è infine passato alla ddrum. Usava piatti Sabian e bacchette Vic Firth. Era noto anche per l'utilizzo dal vivo di sample triggerati mixati con microfoni da batteria.
A partire dal 2010, il drum set usato con gli Hellyeah era il seguente:
Batteria: ddrum Vinnie Paul signature series
- doppia cassa 24x24
- tom 14x14
- tom 15x15
- timpano 18x18
- rullante firmato 14x8

Piatti: Sabian
- 12" Ice bell
- 14" AAX Metal Hi-Hats
- 18" Hand Hammered Rock Crash
- 20" AA Chinese
- 19" AA Rock Crash
- 19" AA Metal-X Crash
- 22" Hand Hammered Power Bell Ride
- 20" AA Chinese
- 14" AA Rock Hi-Hats
- 20" AA Metal-X Crash

Bacchette: Vic Firth Signature Series: Vinnie Paul (SVP), noto per usarle impugnate alla rovescia.
Paul usava anche testate e hardware Evans, elettronica ddrum e Roland, battitori e paracolpi in legno rosso Danmar, microfoni Shure e guanti sportivi Neumann.

## Discografia

### Con i Pantera
- 1983 – Metal Magic
- 1984 – Projects in the Jungle
- 1985 – I Am the Night
- 1988 – Power Metal
- 1990 – Cowboys from Hell
- 1992 – Vulgar Display of Power
- 1994 – Far Beyond Driven
- 1996 – The Great Southern Trendkill
- 1997 – Official Live: 101 Proof
- 2000 – Reinventing the Steel
- 2003 – Reinventing Hell: The Best of Pantera

### Con i Damageplan
- 2004 – New Found Power

### Con i Rebel Meets Rebel
- 2006 – Rebel Meets Rebel

### con gli Hellyeah
- 2007 – Hellyeah
- 2010 – Stampede
- 2012 – Band of Brothers
- 2014 – Blood for Blood
- 2016 – Unden!able
- 2019 – Welcome Home (postumo)

### Partecipazioni
- 1996 – Artisti Vari – Spacewalk: A Tribute to Ace Frehley (batteria nel brano Fractured Mirror di Dimebag Darrel)